# Trent Kelly
John Trent Kelly (Union, 1º marzo 1966) è un politico statunitense, membro della Camera dei Rappresentanti per lo Stato del Mississippi.

## Biografia
Nato e cresciuto nel Mississippi, dopo gli studi all'Università del Mississippi Kelly si arruolò nell'Army National Guard e nel frattempo studiò legge per poi divenire avvocato.
Entrato in politica con il Partito Repubblicano, nel 2012 venne eletto procuratore distrettuale, carica che mantenne per i successivi tre anni.
Nel 2015, quando il deputato Alan Nunnelee morì improvvisamente, Kelly si candidò per le elezioni speciali che avrebbero assegnato il suo seggio alla Camera dei Rappresentanti e riuscì a vincere, divenendo deputato.